# بجن
بجن (به عربی: بجن) یک شهرداری‌های الجزایر در الجزایر است که در ناحیه العقله واقع شده‌است.
 بجن  ۴٬۵۰۵ نفر جمعیت دارد.